# Tetracis pagonaria
Tetracis pagonaria är en fjärilsart som beskrevs av William Schaus 1901. Tetracis pagonaria ingår i släktet Tetracis och familjen mätare. Inga underarter finns listade i Catalogue of Life.